# Montague (Nowy Jork)
Montague – miasto w Stanach Zjednoczonych, w stanie Nowy Jork, w hrabstwie Lewis.